# Daniel Černý (politik)
Daniel Černý (* 31. října 1972 Chomutov) je český politik, od roku 2024 zastupitel Ústeckého kraje, v letech 2015 až 2016 primátor města Chomutova (od roku 2011 zastupitel tohoto města), nestraník za Zelené a později hnutí STAN zvolený na kandidátce hnutí PRO Chomutov.

## Život
Vystudoval obor průmyslové inženýrství a management na Západočeské univerzitě v Plzni (získal titul Ing.).
Od ukončení studia pracuje v jedné firmě, v níž prošel přes technické profese až na pozici obchodního ředitele. Je aktivním fotografem, publikuje v ČR i zahraničí, jeho fotografie jsou zastoupeny také v několika soukromých sbírkách (fotí především akty, cestopisné snímky a umělecké, módní a reklamní fotografie). V minulosti se aktivně věnoval judu a karate.
Spolupořádá chomutovský nezávislý kulturní festival Obnaženi. Snaží se o znovuoživení historických center měst, postupně zakoupil několik nevyužitých budov v Ústeckém kraji (chomutovský obchodní dům Labuť, kadaňskou školku a jesle Raduška, žateckou synagogu), pokouší se je opravit a vrátit jim smysluplné využití (fungují tak již např. předškolní zařízení, chráněné dílny, ateliéry, obecně prospěšné společnosti, sociální firmy či občanská sdružení).
Daniel Černý žije v Chomutově.

## Politické působení
Do politiky se pokoušel vstoupit, když v komunálních volbách v roce 2010 kandidoval jako nestraník za hnutí PRO Chomutov (tj. SZ a nezávislí kandidáti) do Zastupitelstva města Chomutova, ale neuspěl (stal se prvním náhradníkem). Zastupitelem se tak stal až v prosinci 2011 po rezignaci kolegy Michala Kasla.
Mandát zastupitele města obhájil jak v řádných, tak opakovaných komunálních volbách v roce 2014 a 2015, v obou případech vedl jako nestraník za SZ kandidátku hnutí PRO Chomutov. Hnutí volby ve městě vyhrálo a vytvořilo koalici se třetí KSČM a pátým hnutím ANO 2011. Dne 2. března 2015 byl Daniel Černý zvolen primátorem statutárního města Chomutova. V prosinci 2016 byl však ze své funkce odvolán. V komunálních volbách v roce 2018 obhájil jako nestraník za hnutí STAN post zastupitele města Chomutov, když vedl kandidátku subjektu PRO Chomutov (tj. hnutí STAN, nezávislí kandidáti, TOP 09, Zelení, JsmePRO!, Piráti a KDU-ČSL).
Ve volbách do Evropského parlamentu v květnu 2019 neúspěšně kandidoval jako nestraník za hnutí STAN na 22. místě kandidátky subjektu s názvem „Starostové (STAN) s regionálními partnery a TOP 09“. Ve volbách do Poslanecké sněmovny PČR v roce 2021 kandidoval jako nestraník za hnutí STAN na 11. místě kandidátky koalice Piráti a Starostové v Ústeckém kraji, ale neuspěl.
Později se stal členem hnutí STAN, jehož lídrem byl i v komunálních volbách v roce 2022 do Zastupitelstva města Chomutov. Mandát zastupitele města se mu podařilo obhájit. V krajských volbách v roce 2024 byl poté zvolen jako nestraník za hnutí STAN zastupitelem Ústeckého kraje.
Ve volbách do Poslanecké sněmovny PČR v roce 2025 kandiduje na 8. místě kandidátky hnutí STAN v Ústeckém kraji.